# One Step Beyond (Jackie McLean)
| Recensione | Giudizio |
| ---------- | -------- |
| AllMusic   |          |

One Step Beyond è un album in studio del musicista statunitense Jackie McLean, pubblicato nel gennaio del 1964.

## Descrizione
L'album è stato pubblicato nel 1964 in formato LP dall'etichetta discografica Blue Note Records con numero di catalogo BLP 4137. Nel 2009 l'album è stato ristampato in formato CD, sempre dalla Blue Note, con numero di catalogo 50999 2 65139 2 8, con l'aggiunta di una differente registrazione del brano Saturday and Sunday.

## Tracce
LP 1964
1. Saturday and Sunday – 10:25 (Jacky McLean)
2. Frankenstein – 8:22 (Grachan Moncur III)
3. Blue Rondo – 4:49 (Jackie McLean)
4. Ghost Town – 14:34 (Grachan Moncur III)

Durata totale: 38:10
CD 2009
1. Saturday and Sunday – 10:25 (Jackie McLean)
2. Frankenstein – 8:22 (Grachan Moncur III)
3. Blue Rondo – 4:49 (Jackie McLean)
4. Ghost Town – 14:34 (Grachan Moncur III)
5. Saturday and Sunday – 8:32 (Jackie McLean) – Bonus Track - Alternate Take

Durata totale: 46:42

## Crediti

### Musicisti
- Jackie McLean - sassofono alto[5]
- Grachan Moncur III - trombone[5]
- Bobby Hutcherson - vibrafono[5]
- Eddie Khan - contrabbasso[5]
- Tony Williams - batteria[5]

### Personale tecnico
- Alfred Lion - produttore originale
- Michael Cuscuna - produttore riedizione su CD
- Registrazioni effettuate il 30 aprile 1963 al Rudy Van Gelder Studio di Englewood Cliffs, New Jersey (Stati Uniti)
- Rudy Van Gelder - ingegnere delle registrazioni
- Francis Wolff - fotografia copertina frontale album
- Reid Miles - design copertina album
- Jackie McLean - note di retrocopertina album[6][4]